# Absolute Dance opus 19
Absolute Dance opus 19, kompilation i serien Absolute Dance udgivet i 1998.

## Spor
1. The Space Brothers – "Forgiven (I Feel Your Love)" (Radio Edit)
2. The Rapsody feat. Warren G & Sissel – "Prince Igor" (Ries 7" Remix)
3. Infernal – "Sorti De L'Enfer" (Single Malt Radio Mix)
4. Janet Jackson – "Together Again" (Radio Edit)
5. Huff & Herb – "Feeling Good" (Radio Edit)
6. Run D.M.C. vs Jason Nevins – "It's Like That" (Drop The Break Radio Edit)
7. Backstreet Boys – "As Long As You Love Me" (Radio Version)
8. DJ Quicksilver – "Planet Love" (Video Mix)
9. Todd Terry feat. Shannon – "It's Over Love" (Radio Edit)
10. TNT presents Casa Royale – "We All Need Love" (Flex Radio Edit)
11. Kosmonova – "Ayla" (Single Edit)
12. Rosie Gaines – "I Surrender (Mentor/Dredlix Radio Edit)
13. Happy Clappers – "I Believe 97" (Sash Edit)
14. Antiloop – "Nowhere To Hide" (Radio Version)
15. PF Project feat. Ewan McGregor – "Choose Life" (Radio Version)
16. Space Frog feat. The Grim Reaper – "I Feel UR Pain" (Video Vox Version)
17. Dance 2 Trance – "Power Of American Natives 98" (DJ Quicksilver Radio Cut)
18. 666 – "Alarma" (Radio Alert)
19. A.M.P. – "You Drive Me Crazy" (Radio Mix)
20. Lustral – "Everytime" (Red Jerry Edit)